# Ritual de lo Habitual
Albums de Jane's Addiction
Nothing's Shocking
(1988) Kettle Whistle
(1997)
Ritual de lo Habitual est le second album de Jane's Addiction, sorti en 1990.

## L'album
Il fait partie des 1001 albums qu'il faut avoir écoutés dans sa vie.

### Liste des titres
1. Stop! – 4:14
2. No One's Leaving – 3:01
3. Ain't No Right – 3:34
4. Obvious – 5:55
5. Been Caught Stealing – 3:34
6. Three Days – 10:48
7. Then She Did... – 8:18
8. Of Course – 7:02
9. Classic Girl – 5:07

### Personnel
Jane's Addiction:
- Perry Farrell - Chant
- Dave Navarro - Guitare
- Eric Avery - Basse
- Stephen Perkins - Batterie

Avec
- Charlie Bisharat (Violon, violon électrique),
- Ronnie S. Champagne (Basse),
- John Philip Shenale (Cordes)
- Geoff Stradling (Piano)